# 小圣康坦
小圣康坦（法語：Saint-Quentin-le-Petit，法語發音：[sɛ̃ kɑ̃tɛ̃ lə pəti]）是法国阿登省的一个市镇，属于勒泰勒区。

## 地理
小圣康坦（49°35'1"N, 4°4'44"E）面积8.95 平方千米，位于法国大東部大區阿登省，该省份为法国北部内陆省份，西接埃纳省，南至马恩省，东临默兹省，北与比利时接壤。
与小圣康坦接壤的市镇（或旧市镇、城区）包括：尼济勒孔特、巴诺涅-勒库夫朗斯、阿诺涅圣雷米、勒图尔。
小圣康坦的时区为UTC+01:00、UTC+02:00（夏令时）。

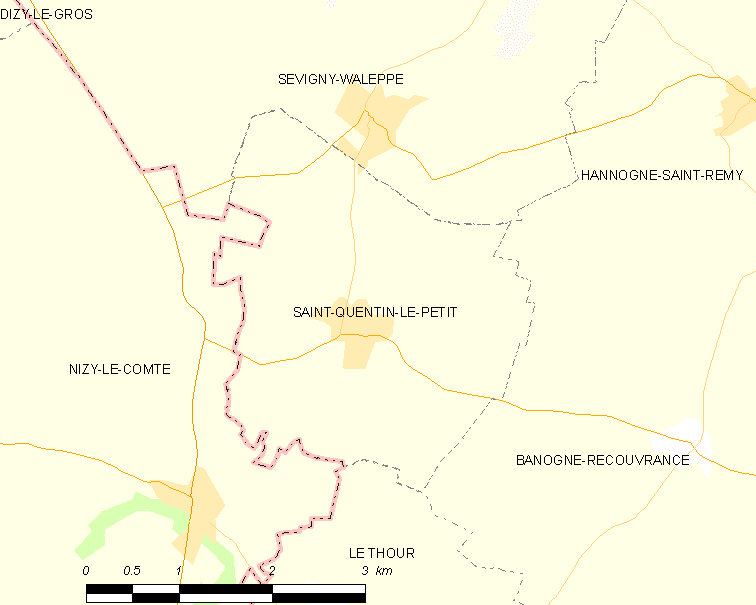
小圣康坦的OSM定位图

## 行政
小圣康坦的邮政编码为08220，INSEE市镇编码为08396。

## 政治
小圣康坦所属的省级选区为波尔西安堡县。

## 人口

1962-2008年间小圣康坦人口变化图示

小圣康坦于2022年1月1日时的人口数量为124人。